# Neplachovice
Neplachovice (německy Neplachowitz, polsky Neplachowice) jsou obec v okrese Opava v Moravskoslezském kraji a rozkládá se po obou stranách hranice Slezska a tzv. moravských enkláv ve Slezsku. Žije zde přibližně 1 100 obyvatel.

## Název
Jméno vesnice bylo odvozeno od osobního jména Neplach ("kdo není plachý"). Výchozí tvar Neplachovici byl vlastně původním pojmenováním obyvatel vsi a znamenal "Neplachovi lidé".

## Historie
První písemná zmínka o Neplachovicích pochází z roku 1257 (ecclesia de Niplawiz). Obsahuje sdělení, že farní kostel v „Niplawitz“ držel řád německých rytířů. Je však jisté, že zdejší kraj byl osídlen již od pradávna Slovany, konkrétně kmenem Holasiců. Jedno z jejich hradišť leželo na území dnes sousední obce Holasovice. Četné archeologické vykopávky i z Neplachovic jsou uloženy v opavském muzeu. Malá, okrajová část katastru při jižní a jihovýchodní hranici náležela původně k sousednímu katastrálnímu území Vlaštovičky a tak tyto pozemky patřily k tzv. moravským enklávám ve Slezsku.
V roce 2007 slavila obec výročí 750 let od svého založení.

## Obyvatelstvo
| Rok            | 1869 | 1880 | 1890 | 1900 | 1910 | 1921 | 1930 | 1950 | 1961 | 1970 | 1980 | 1991 | 2001 | 2011 | 2021 |
| -------------- | ---- | ---- | ---- | ---- | ---- | ---- | ---- | ---- | ---- | ---- | ---- | ---- | ---- | ---- | ---- |
| Počet obyvatel | 663  | 722  | 690  | 745  | 762  | 732  | 797  | 637  | 699  | 670  | 854  | 826  | 828  | 901  | 910  |
| Počet domů     | 103  | 106  | 107  | 110  | 116  | 120  | 142  | 130  | 148  | 167  | 204  | 234  | 239  | 258  | 272  |

## Obecní správa
Mezi lety 1869–1963 Neplachovice byly obcí v okrese Opava. V letech 1964–1990 patřily jako část obce k Holasovicím a od 1. září 1990 jsou opět samostatnou obcí.

### Členění obce
- Neplachovice
- Zadky

### Obecní symboly
Znak a vlajka byly obci uděleny rozhodnutím předsedy Poslanecké sněmovny Parlamentu České republiky dne 29. března 1995.

## Pamětihodnosti
- Zámek Neplachovice – postaven v letech 1833–1834
- Kostel svatého Jana Křtitele – existence tohoto kostela doložena již k roku 1257
- Poštovní úřad – zřízen dne 18. února 1895
- Rolnická záložna – založena roku 1869
- Neplachovický mlýn – založen v 1. polovině 16. století
- Pivovar – založen v téže době jako mlýn

## Rodáci
- Vítězslav Bičík (* 1937), český biolog a zoofyziolog

## Galerie

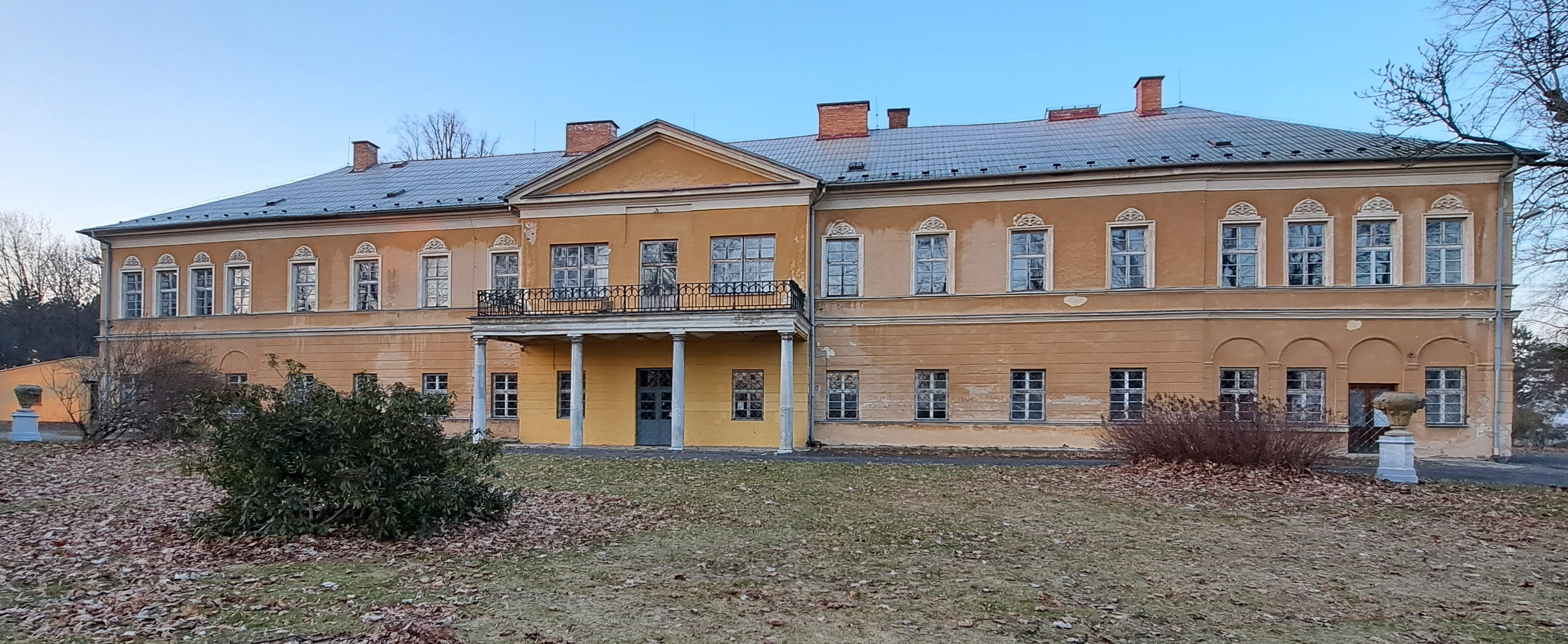
zámek Neplachovice
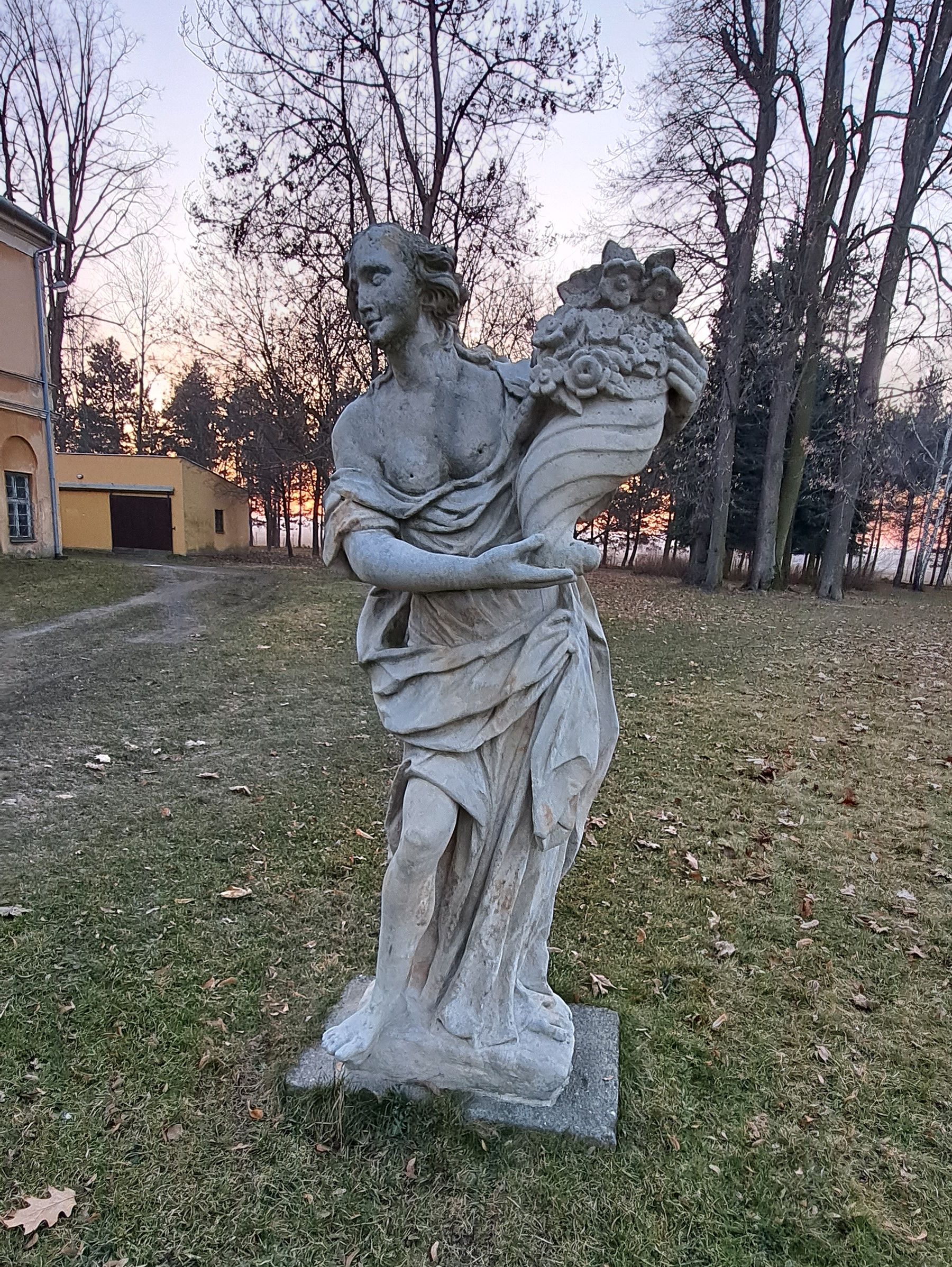
zámecký park, socha Flóry
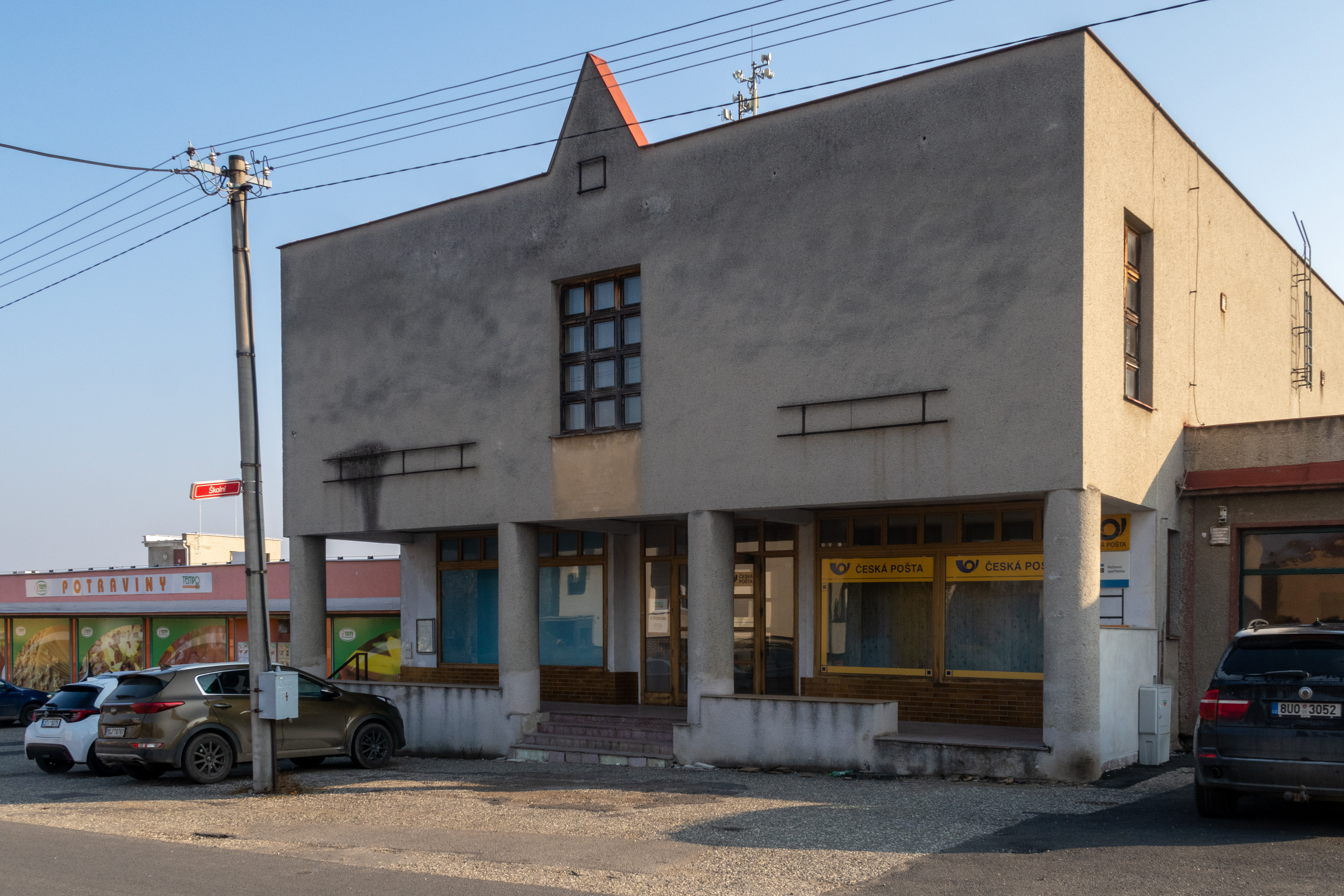
Poštovní úřad
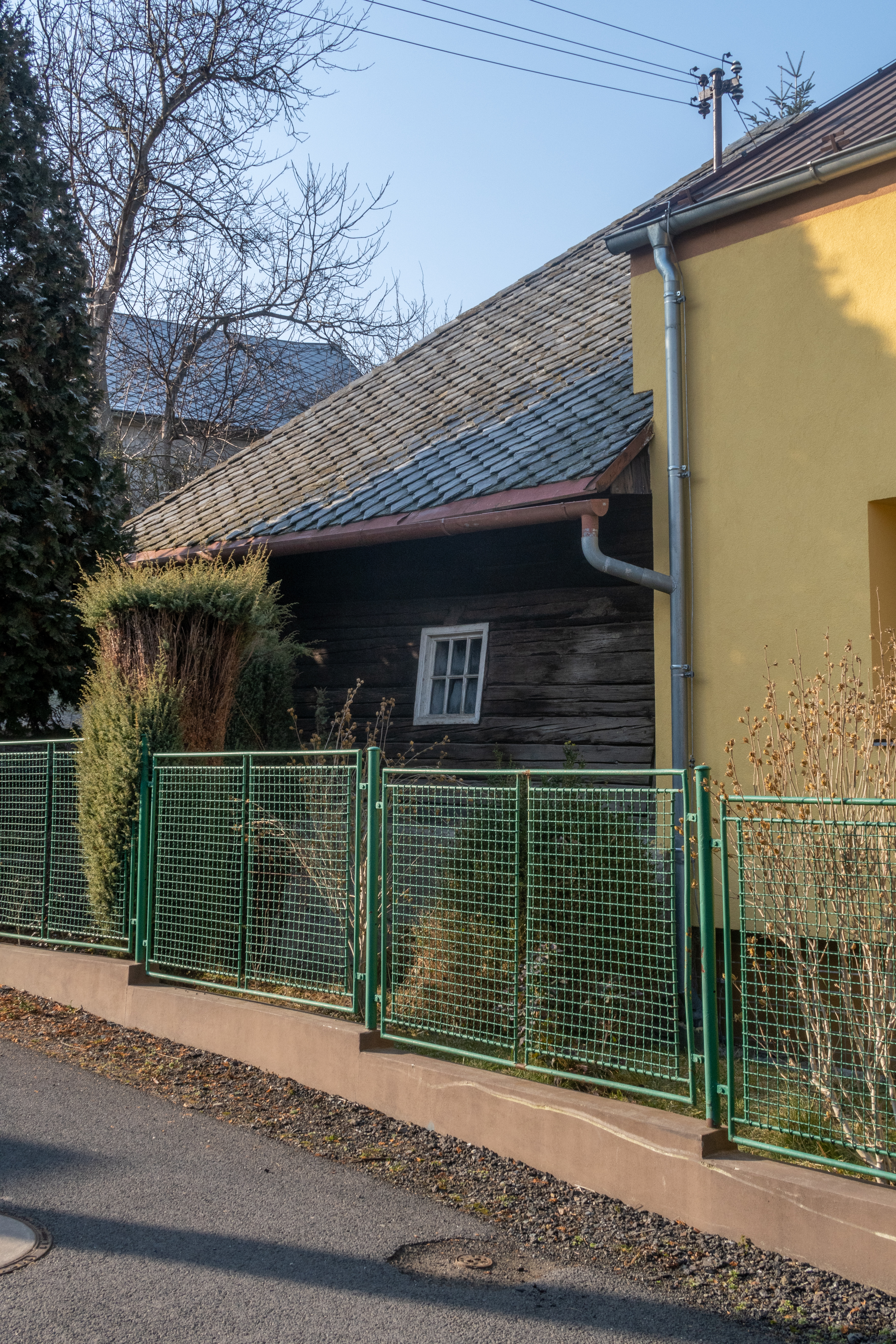
Neplachovický mlýn
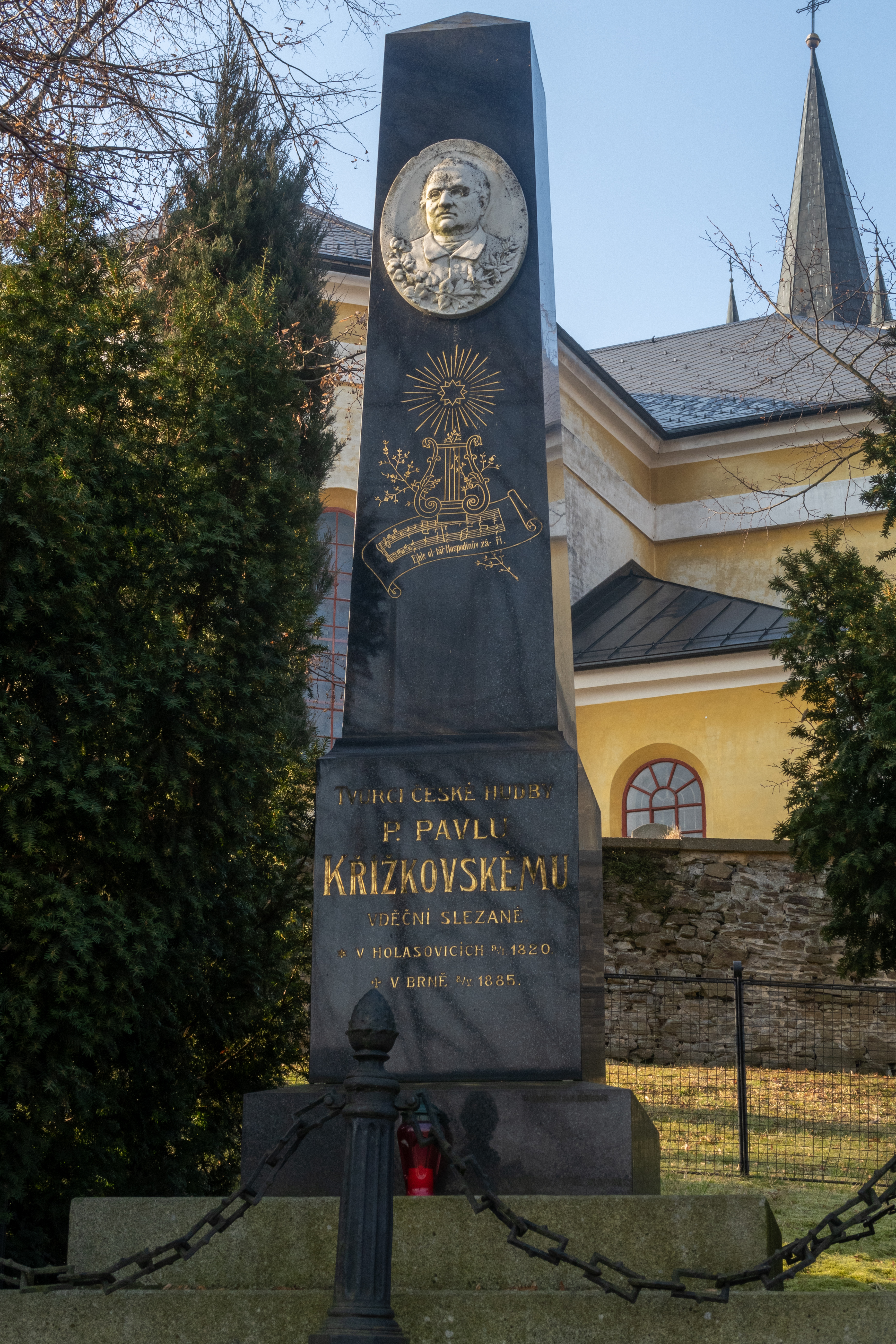
Památník Pavla Křížkovského
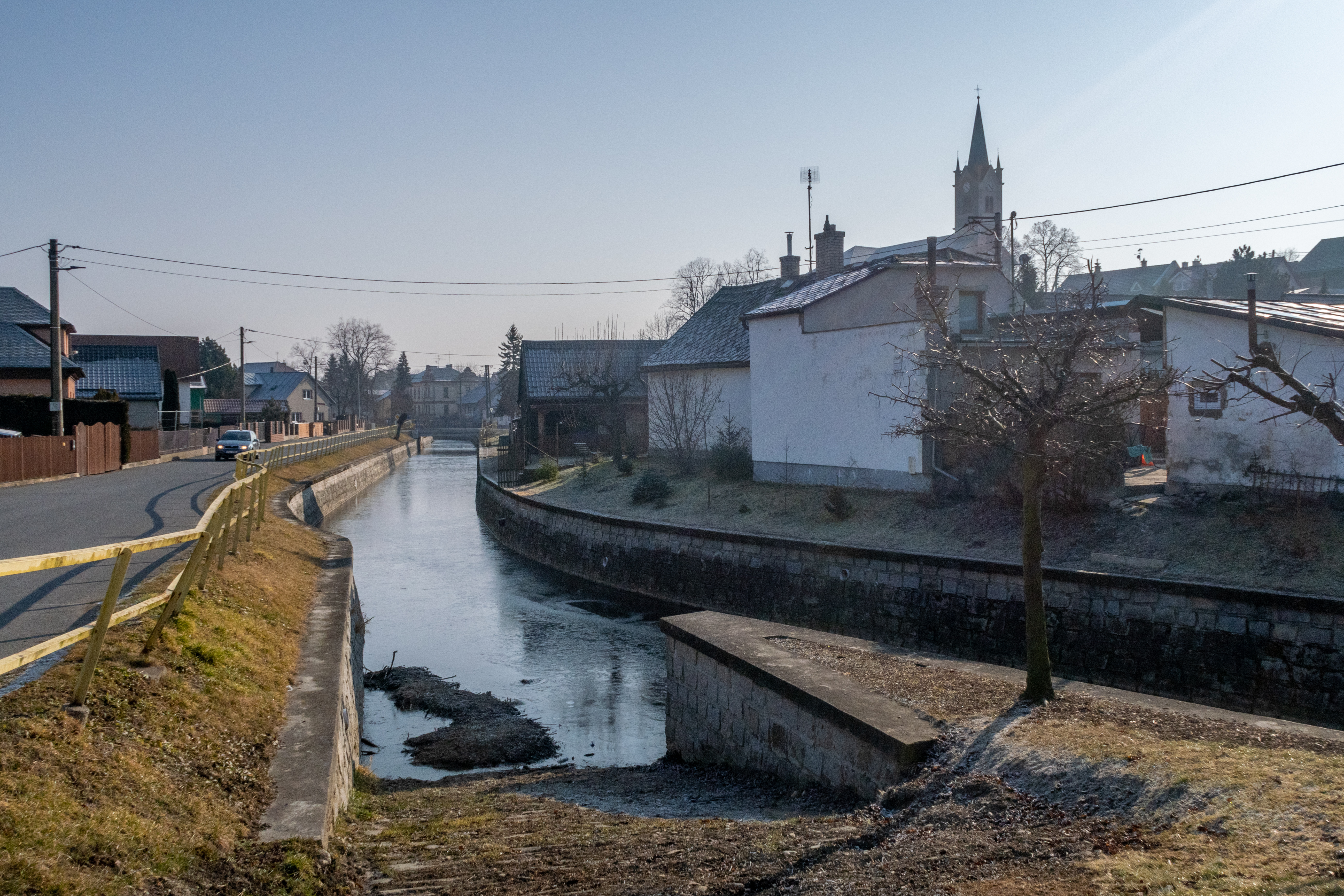
Heraltický potok v obci